# Darío Betancourt Echeverry
Darío Betancourt Echeverry (10 de diciembre de 1952, Restrepo, Valle del Cauca- 30 de abril de 1999, Bogotá) Historiador, investigador y profesor colombiano, víctima de desaparición forzada el 30 de abril de 1999 en Bogotá, Colombia.

## Biografía
Nacido en Restrepo (Valle del Cauca) donde vivió su infancia. Posteriormente, su familia se trasladó a Buga y luego a Villavicencio donde terminó el bachillerato. En 1970 inicia estudios en la Universidad Pedagógica Nacional, que culminaría en 1979 en la Sede Principal de la Universidad Libre.
Se desempeñó como funcionario del Instituto de Hidrología, Meteorología y Adecuación de Tierras (HIMAT) y como docente en la Universidad Santo Tomás, y realizó postgrado de Filosofía Latinoamericana en esa misma institución.Magíster en Historia de la Universidad Nacional, Candidato a Doctor en Sociología en la  'École de Hautes Études en Sciences Sociales (EHESS) de París. Fue docente de las universidades Distrital,  Javeriana, Nacional y director del Departamento de Ciencias Sociales de la Universidad Pedagógica.Realizó trabajos investigativos sobre la historia política del Valle del Cauca y de Colombia y sobre la enseñanza de la historia. Así mismo fue investigador en el Instituto de Estudios Políticos y Relaciones Internacionales de la Universidad Nacional (IEPRI) y en el Centro de Investigación y Educación Popular (CINEP).

## Muerte
Desaparecido al parecer por paramilitares el 30 de abril de 1999 Betancourt no llegó a su apartamento porque en el trayecto fue raptado, sacado a la fuerza de la ciudad y luego fue asesinado a dos horas de Bogotá en la vía que conduce a Tunja. El 9 de septiembre el Instituto de Medicina Legal, luego de efectuar unos exámenes de ADN, comprobó su asesinato. Algunos de sus restos óseos fueron hallados en septiembre de 1999.
Su asesinato ocurrió en el marco de un exterminio sistemático contra personajes reconocidos en el ámbito académico que se mostraban en oposición al orden establecido, que se produjo durante dese año de 1999, como fueron los casos del antropólogo Hernán Henao Delgado muerto el 4 de mayo del mismo 1999 cuatro días después de la desaparición del profesor Betancourt; del reconocido humorista Jaime Garzón, ocurrido el 13 de agosto del mismo año; del economista académico Jesús Antonio Bejarano, asesinado el 15 de septiembre del mismo año; entre otros asesinatos cometidos contra académicos en universidades como la de Universidad de Antioquia y la Universidad de la Costa, donde los tentáculos de la represión estatal, a través del paramilitarismo habían comenzado a realizar actos de guerra sucia contra la comunidad académica crítica.

## Obras
Escribió varios libros, también artículos, ponencias y ensayos publicados en revistas de Colombia, Venezuela y Francia.
- Castas, Fracciones e Ideología de la Revuelta Comunera. Mención de Honor en el Concurso Comuneros de la Universidad Nacional de Colombia, Bogotá, 1981.
- Historia de Colombia 1, Descubrimiento, Conquista y Colonia, USTA, Bogotá, 1985.
- Historia de la Edad Media, USTA, Bogotá, 1986.
- Con Marta Luz García Matones y Cuadrilleros. Origen y evolución de la violencia en el occidente colombiano. (1991) Tercer Mundo, Bogotá.ISBN 9586012808
- Enseñanza de la Historia a tres niveles. (1991). Magisterio, Bogotá, 1991.ISBN 9582000503
- Con Marta Luz García. Contrabandistas, Marimberos y Mafiosos. Historia social de la mafia colombiana (1965-1992). (1994) Tercer Mundo, Bogotá.
- Historia de Restrepo Valle. (1998).Gerencia para el Desarrollo Cultural Gobernación del Valle del Cauca. Premio Jorge Isaacs 1998.
- Mediadores, Rebuscadores, Traquetos y Narcos. (1998). Valle del Cauca 1890-1997, Antropos, Bogotá.

## Homenajes
- Representación artística en el "Muro de la Memoria" de la  Universidad Pedagógica Nacional.[14]
- Una de las Plazas de la  Universidad Pedagógica Nacional lleva su nombre.

- El poeta colombiano Omar Garzón publicó en su libro Flores para un ocaso un poema titulado Día tras día, dedicado a Darío Betancourt Echaverry.[15]

## Biografía
- Domínguez Jhon, Ortega Piedad. Persistencias de la memoria y la historia. Homenaje a Darío Betancourt Echeverry (1952 – 1999). (2017). Impresol Editores. ISBN 978-958-8546-31-5
- Guerrero Barón, J. (2000). Violencia extrema y ambigüedad de la guerra en Colombia : A propósito de Darío Betancourt Echeverry y de la violencia contra los intelectuales. Estudios Políticos, (16), 153-165.